# Time 100
Time 100 (pogosto stilizirano TIME 100) je seznam stotih najvplivnejših ljudi, ki ga letno objavlja ameriška revija Time. Prvi seznam je bil objavljen leta 1999 kot posledica razprave med ameriškimi akademiki, politiki in novinarji. Danes je objava seznama velik medijski dogodek, uvrstitev na seznam pa velja za veliko čast. Time pri tem poudarja, da seznam sestavljajo samo ljudje, ki spreminjajo svet, ne glede na lastne posledice. Končni seznam oblikujejo izključno uredniki revije, nominacije za uvrstitev na seznam pa lahko predlagajo ljudje, ki so že bili uvrščeni na seznam ter novinarji mednarodne ekipe revije.